# Dausur (Ort)
Dausur (Ausur) ist eine osttimoresische Siedlung im Suco Leolima (Verwaltungsamt Hato-Udo, Gemeinde Ainaro).

## Geographie und Einrichtungen
Dausur ist eine Siedlung im Südosten der Aldeia Dausur, in einer Meereshöhe von 439 m. Sie liegt im Westen des Siedlungszentrums Hato-Udo. Durch Dausur führt die südliche Küstenstraße Osttimors, die hier weiter landeinwärts verläuft. Östlich befindet sich die Siedlung Luro und südwestlich die Siedlung Aimerleu.
In Dausur befindet sich eine Grundschule.